# Andriivka (Varvarivka), Sînelnîkove
Andriivka (în ucraineană Андріївка) este un sat în comuna Varvarivka din raionul Sînelnîkove, regiunea Dnipropetrovsk, Ucraina.

## Demografie
Componența lingvistică a localității Andriivka
     Ucraineană (95,91%)
     Rusă (2,05%)
Conform recensământului din 2001, majoritatea populației localității Andriivka era vorbitoare de ucraineană (95,91%), existând în minoritate și vorbitori de rusă (2,05%) și armeană (1,75%).